# Месје 78
Месје 78 (М78) је рефлексиона маглина у сазвежђу Орион која се налази у Месјеовом каталогу објеката дубоког неба.
Деклинација објекта је + 0° 4' 48" а ректасцензија 5h 46m 45,0s. Привидна величина (магнитуда) објекта М78 износи 13,1 а фотографска магнитуда 8,0. М78 је још познат и под ознакама NGC 2068 DG 80.